# Ius civile
Ius civile je naziv za staro civilno pravo koje se primijenjivalo u starom Rimu od njegovog osnutka 754. g. pr. Kr., točnije u tzv. doba Kraljevstva i prva dva stoljeća Republike, sve do 264. g. pr. Kr., kada biva zamijenjeno novim, elastičnijim ius honorarium, koje je bolje odgovaralo razvijenim gospodarskim prilikama. Gaj je u svojim "Institucijama" zapisao da ius civile čine one norme koje je pojedini narod samo za sebe stvorio.
Kao izvori starog građanskog prava pojavljuju se u najstarije doba običajno pravo, a od 449. g. pr. Kr., i "Zakonik 12 ploča" (Lex duodecim tabelarum), koji predstavlja rezultat dugogodišnjih borbi između patricija i plebejaca. Ius civile je kao građansko pravo bilo dostupno samo patricijima, koji su u to vrijeme jedini bili pripadnici rimskog građanstva, odnosno članovi općine, grada - države. Ius civile nije bilo dostupno strancima (peregrinima), te je za njih ono bilo nerazumljivo i nepristupačno.
Bitne karakteristike su da je staro civilno pravo u najstarije doba bilo tijesno povezano s religijom, da je bilo dosta nerazvijeno, kao što je bila nerazvijena i sama ekonomija zatvorenih kućnih gazdinstava, obilježeno strogim formalizmom, simbolikom i konzervatizmom.
S vremenom ius civile biva zamijenjeno novim pravom, koje je uključivalo pravni promet i sa strancima, a koje se naziva ius gentium.